# Česká Kamenice
Česká Kamenice (in tedesco Böhmisch Kamnitz) è una città della Repubblica Ceca facente parte del distretto di Děčín, nella regione di Ústí nad Labem.